# Unité urbaine de Foix
L'unité urbaine de Foix est une unité urbaine française centrée sur la commune de Foix, préfecture du département de l'Ariège en région Occitanie.

## Données globales
Dans le zonage réalisé par l'Insee en 2010, l'unité urbaine était composée de six communes, toutes situées dans l'arrondissement de Foix, subdivision administrative du département de l'Ariège.
Dans le nouveau zonage réalisé en 2020, elle est composée de cinq communes. Deux communes comprises dans le zonage de 2010, Montgailhard et Saint-Paul-de-Jarrat,  constituent maintenant l'unité urbaine de Montgailhard. Par contre, Vernajoul a ét ajoutée au périmètre.
En 2022, avec 12 638 habitants, elle représente la 2e unité urbaine du département de l'Ariège et occupe le 47e rang dans la région Occitanie.
En 2021, sa densité de population s'élève à 227 hab/km2. Par sa superficie, elle ne représente que 1,11 % du territoire départemental mais, par sa population, elle regroupe 7,99 % de la population du département de l'Ariège.

## Composition 2020 de l'unité urbaine
Elle est composée des cinq communes suivantes :
| Nom                     | Code Insee | Département | Statut       | Superficie (km2) | Population (dernière pop. légale) | Densité (hab./km2) | Modifier                                    |
| ----------------------- | ---------- | ----------- | ------------ | ---------------- | --------------------------------- | ------------------ | ------------------------------------------- |
| Foix (ville-centre)     | 09122      | Ariège      | ville-centre | 19,32            | 9 731 (2022)                      | 504                | modifier les données · modifier les données |
| Ferrières-sur-Ariège    | 09121      | Ariège      | banlieue     | 3,46             | 775 (2022)                        | 224                | modifier les données · modifier les données |
| Ganac                   | 09130      | Ariège      | banlieue     | 20,19            | 746 (2022)                        | 37                 | modifier les données · modifier les données |
| Saint-Pierre-de-Rivière | 09273      | Ariège      | banlieue     | 2,35             | 676 (2022)                        | 288                | modifier les données · modifier les données |
| Vernajoul               | 09329      | Ariège      | banlieue     | 9,08             | 710 (2022)                        | 78                 | modifier les données · modifier les données |

## Évolution démographique
L'évolution démographique ci-dessous concerne l'unité urbaine selon le périmètre défini en 2020.
| 1968   | 1975   | 1982   | 1990   | 1999   | 2010   | 2015   | 2022   |
| ------ | ------ | ------ | ------ | ------ | ------ | ------ | ------ |
| 10 813 | 11 319 | 11 316 | 12 207 | 11 605 | 12 782 | 12 445 | 12 638 |

#### Données générales
- Unité urbaine
- Aire d'attraction d'une ville
- Liste des unités urbaines de France

#### Données démographiques en rapport avec l'unité urbaine de Foix
- Aire d'attraction de Foix
- Arrondissement de Foix

#### Données démographiques en rapport avec l'Ariège
- Démographie de l'Ariège